# Teleca
Teleca – przedsiębiorstwo działające w branży informatycznej i telekomunikacyjnej. Przedsiębiorstwo zajmuje się głównie tworzeniem oprogramowania, integrowaniem systemów, outsourcingiem i konsultingiem. W roku 2010 zatrudniało około 1800 pracowników w 11 krajach.

## Historia
Teleca powstała jako partner dla firmy Ericsson w 2001 r. Następnie rozwijała się współpracując z producentami urządzeń mobilnych, takimi jak Nokia, Motorola i SonyEricsson.
W 2004 Teleca otworzyła nowe biuro w Łodzi. W 2006 nabyła firmę Telma Soft w Rosji. W 2008 otworzyła centra w Indiach i Chinach.
W 2008 firma STG wykupiła wszystkie akcje Teleki i wycofała spółkę ze Sztokholmskiej Giełdy Papierów Wartościowych.
W 2012 Teleca połączyła się z Symphony Services (jedną ze spółek STG) w nową firmę SymphonyTeleca.

## Polska
Teleca Poland brała udział w tworzeniu na Politechnice Łódzkiej kierunku studiów podyplomowych Systemy mobilne i technologie multimedialne. Współpracuje też ściśle z Politechniką Łódzką w zakresie praktyk studenckich.

## Kraje
| Strefa           | Miasta, w których znajdują się biura Teleki |
| ---------------- | --- |
| Europa           | Malmö (Szwecja), Espoo, Tampere, Oulu (Finlandia), Winchester (Wielka Brytania), Bochum, Norymberga (Niemcy), Niżny Nowogród (Rosja), Łódź (Polska) |
| Ameryka Północna | San Francisco, Seattle, Dallas, San Diego (USA) |
| Azja             | Seul (Korea Południowa), Pekin, Chengdu (Chiny), Bengaluru (Indie), Tokio (Japonia)                                                                 |

W 2008 roku Teleca miała biura w 11 krajach.

## Współpraca
Teleca współpracuje z wieloma firmami z branży telekomunikacyjnej, elektronicznej i informatycznej. Wśród nich są takie przedsiębiorstwa jak: Google, Icera, Imagination Technologies i Intel. Należy także do Open Handset Alliance.
Firma była także nagradzana za jakość m.in. przez Nokię i Sony Ericsson.
Przedsiębiorstwo publikuje też swoje analizy rynku i trendów.